# NGC 2624
NGC 2624 је спирална галаксија у сазвежђу Рак која се налази на NGC листи објеката дубоког неба.
Деклинација објекта је + 19° 43' 34" а ректасцензија 8h 38m 9,6s. Привидна величина (магнитуда) објекта NGC 2624 износи 13,9 а фотографска магнитуда 14,7. NGC 2624 је још познат и под ознакама UGC 4506, MCG 3-22-19, CGCG 89-55, ARAK 172, NPM1G +19.0183, in M44, PGC 24264.